# Zaranga ziozankeana
Zaranga ziozankeana är en fjärilsart som beskrevs av Matsumura 1909. Zaranga ziozankeana ingår i släktet Zaranga och familjen tandspinnare. Inga underarter finns listade i Catalogue of Life.